# Natriumwaterstofsulfaat
Natriumwaterstofsulfaat (NaHSO4), ook wel natriumbisulfaat, is een relatief sterk zuur dat onder andere gebruikt wordt in de voedingsmiddelenindustrie als zuurteregelaar onder E-nummer 514 (ii).
In voeding is een lage pH gewenst voor stabiliteit, conserverende werking en functionaliteit. Het gebruik van zuren was altijd beperkt door de scherpe zure smaak, maar nu niet meer, dankzij de ontwikkeling van machines die de pH indien nodig aanzienlijk kunnen veranderen zonder dat dit van invloed is op smaak van het eindproduct.
Natriumbisulfaat wordt al vele jaren toegepast in de industrie. Echter in de voedingsindustrie is dit anorganisch zuur echter nog relatief nieuw ondanks het feit dat het product wel op de lijst van E-nummers vermeld staat.

## Zuursterkte in vergelijk met andere zuren
Vergeleken met andere voedingszuren is natriumwaterstofsulfaat een relatief sterk zuur, waardoor een lagere dosering nodig is om de pH te verlagen. Natriumwaterstofsulfaat heeft een pKa van 1,99. Ter vergelijking: citroenzuur heeft een pKa van 3,14. In de praktijk betekent dit dat een dubbele hoeveelheid citroenzuur nodig is om dezelfde pH te realiseren.
Natriumwaterstofsulfaat is dus in staat om de houdbaarheid van voedingsmiddelen te verlengen door het verlagen van de zuurtegraad tot een niveau waarop bacteriën nauwelijks kunnen groeien zonder dat hierbij een directe zure of afwijkende nasmaak ontstaat. Het product lost snel en helder in water op en kan gebruikt worden als enkel zuur of eventueel in combinatie met andere zuren.

## Toepassingen

### Voedingszuur
In producten waar momenteel al voedingszuren worden gebruikt zoals onder andere citroenzuur, azijnzuur en melkzuur kan natriumwaterstofsulfaat direct als vervanger worden gebruikt. De dosering van natriumwaterstofsulfaat zal echter aanzienlijk lager zijn.

### Ingekapseld zuur
Het gebruik van zuren in de voedingsmiddelenindustrie is vaak gelimiteerd door het effect van de pH-verlaging op het product. Het is bekend dat de functionaliteit van eiwitten vermindert indien de pH van het product zakt. Dit kan grote gevolgen hebben voor het rendement en de stabiliteit van het eindproduct. Voor een aantal productcategorieën is dit juist gewenst: gefermenteerde producten en gezouten rauwe vleeswaren.
In de categorie gekookte vleeswaren is een pH-verlaging door toevoegen van een zuur tijdens het productieproces, dus voor verhitting, echter ongewenst. Houdbaarheid speelt echter bij deze productgroep ook een grote rol. Met het gebruik van zuren kan ook hier een aanzienlijke verlenging van de houdbaarheid worden verkregen boven op de (kook) pasteurisatiestap. Hierop is een oplossing bedacht in de vorm van ingrediënten die worden voorzien van een 'vet'-kapsel. Een aantal plantaardige vetten hebben een smeltpunt dat ruim boven de 50°C ligt. Vaak wordt er gebruikgemaakt van sojavet of palmvet. Het ingekapselde product wordt tijdens de bereiding in de cutter of menger toegevoegd tegelijk met andere droge ingrediënten dan bijvoorbeeld kruiden. Het ingekapselde product wordt door het deeg gemengd zonder dat hierdoor de pH van het deeg verandert. De aanwezige eiwitten behouden dus hun maximale functionaliteit. Tijdens het kookproces bij een temperatuur vanaf 50°C zal het plantaardige vetkapsel gaan smelten en komt het zure product vrij. Dit resulteert in een directe pH-verlaging tijdens het laatste deel van de kookfase en aanzienlijke verlenging van de houdbaarheid.